# Lamberto de Hersfeld
Lamberto de Hersfeld (em latim: Lambertus Hersfeldensis; em alemão:  Lampert; c. 1024–ca. 1088 (64 anos)) foi um cronista medieval, provavelmente de origem turíngia. Sua obra é uma das principais fontes para a história da Alemanha e do Sacro Império Romano-Germânico no século XI.
O pouco que se sabe sobre sua vida aparece nos escassos detalhes em suas próprias obras. Tornou-se monge beneditino na Abadia de Hersfeld em 1058. Nesta época, foi também ordenado padre em Aschaffenburg e, por isso, é chamado também Lamberto de Aschaffenburg. Depois de ser ordenado, Lamberto viajou à Terra Santa e visitou vários mosteiros de sua ordem no caminho. Mas ele é mais famoso por sua extensa crônica histórica — conhecida como "Anais" ("Annales") — e outras obras menores, incluindo uma biografia do fundador da Abadia de Hersfeld, o arcebispo Lulo de Mogúncia (r. 710–786).
Uma variedade de evidências circunstanciais compiladas pelo medievalista alemão Edmund E. Stengel sugere que, no fim da vida, Lamberto serviu com abade de Hasungen, em Hesse, perto de Kassel.

## Obras
Os "Anais" ("Annales") de Lamberto começam com um uma história universal, iniciando na criação do mundo até cerca de 1040. Esta parte da obra baseia-se amplamente em obras anteriores, principalmente Beda, Isidoro de Sevilha e outras tradições germânicas locais como os "Anais de Quedlinburgo" e os de "Weissembourgo". A partir de cerca de 1042 em diante, porém, o relato é do próprio Lamberto e ele o mantém até 1077, quando o duque da Suábia Rodolfo de Rheinfelden foi coroado anti-rei pelos barões dissidentes contrários à elevação de Henrique IV. Os "Anais" são a mais importante fonte para o reino de Henrique, da Controvérsia das investiduras e da revolta dos príncipes saxões e turíngios em 1073-74.
Entre os mais importantes eventos detalhados na obra estão o infame "Golpe de Kaiserswerth" de 1062, a famosa "Penitência de Canossa" de Henrique IV na qual ele se submeteu, ainda que temporariamente, ao papa Gregório VII, e a Batalha de Homburgo, na Turíngia, na qual o exército real derrotou os rebeldes saxões e turíngios em junho 1075. Nas duas ocasiões, Lamberto foi abertamente contra os interesses de Henrique, o que não é de se estranhar dada a origem (turíngia) de Lamberto e suas simpatias em relação à aristocracia local. Ele expressa uma opinião no geral favorável a Gregório VII e às suas reformas, mas revela também algum ceticismo contra elas na Alemanha. Lamberto é também implacável contra figuras como Siegfried I, arcebispo de Mogúncia, que passou a proteger os direitos e prerrogativas tradicionais das abadias. Lamberto terminou sua obra com a eleição de Rodolfo da Suábia em 1077 afirmando que seu próprio relato teria chegado à sua conclusão apropriada e que outros autores seriam capazes de levar adiante seu trabalho de relatar uma nova era para o "Reino Germânico". Rodolfo foi morto em combate contra as forças de Henrique em 1080.
Os "Anais" foram publicados pela primeira vez em 1522 e editados na "Monumenta Germaniae Historica" junto com outras obras conhecidas de Lamberto por Oswald Holder-Egger ("MGH Scriptores rerum Germanicarum in usu scholarum", vol. 38) em 1894. Holder-Egger também demonstrou que é provável que Lamberto seja o autor de duas outras importantes obras: uma biografia de Lulo de Mogúncia, e uma outra história, mais curta, do mosteiro de Hersfeld, que sobreviveu apenas de forma fragmentada em trechos citados por outros escritores alemães.

## Reputação como historiador
No século XIX, historiadores alemães treinados em métodos positivistas de "quellenkunde" comparativa ("crítica das fontes históricas") defenderam que Lamberto era fortemente parcial e de opiniões enviesadas e, portanto, não poderia ser confiado como uma fonte objetiva para o reinado de Henrique IV. O próprio Oswald Holder-Egger chamou Lamberto de "fabulista" algumas vezes. Estudiosos da época acreditavam que a objetividade crítica era o valor mais alto a ser avaliado numa fonte histórica e Lamberto, juntamente com muitos outros escritores medievais, não estavam à altura do padrão que propunham. Mesmo reconhecendo que Lamberto fornecia importantes detalhes sobre certos eventos e datas, sua própria opinião e visão da história sobre alguns temas não podiam ser aceitas. Atualmente, porém, historiadores tentam abordar a historiografia medieval em seus próprios termos e em seu próprio contexto ao invés de tentar impor padrões modernos de objetividade aos autores medievais. Assim, estudiosos modernos reconhecem Lamberto como uma importante fonte para os pontos de vista da aristocracia regional e do monasticismo da elite num turbulento período da história do império.